# Frans van Mieris (I)

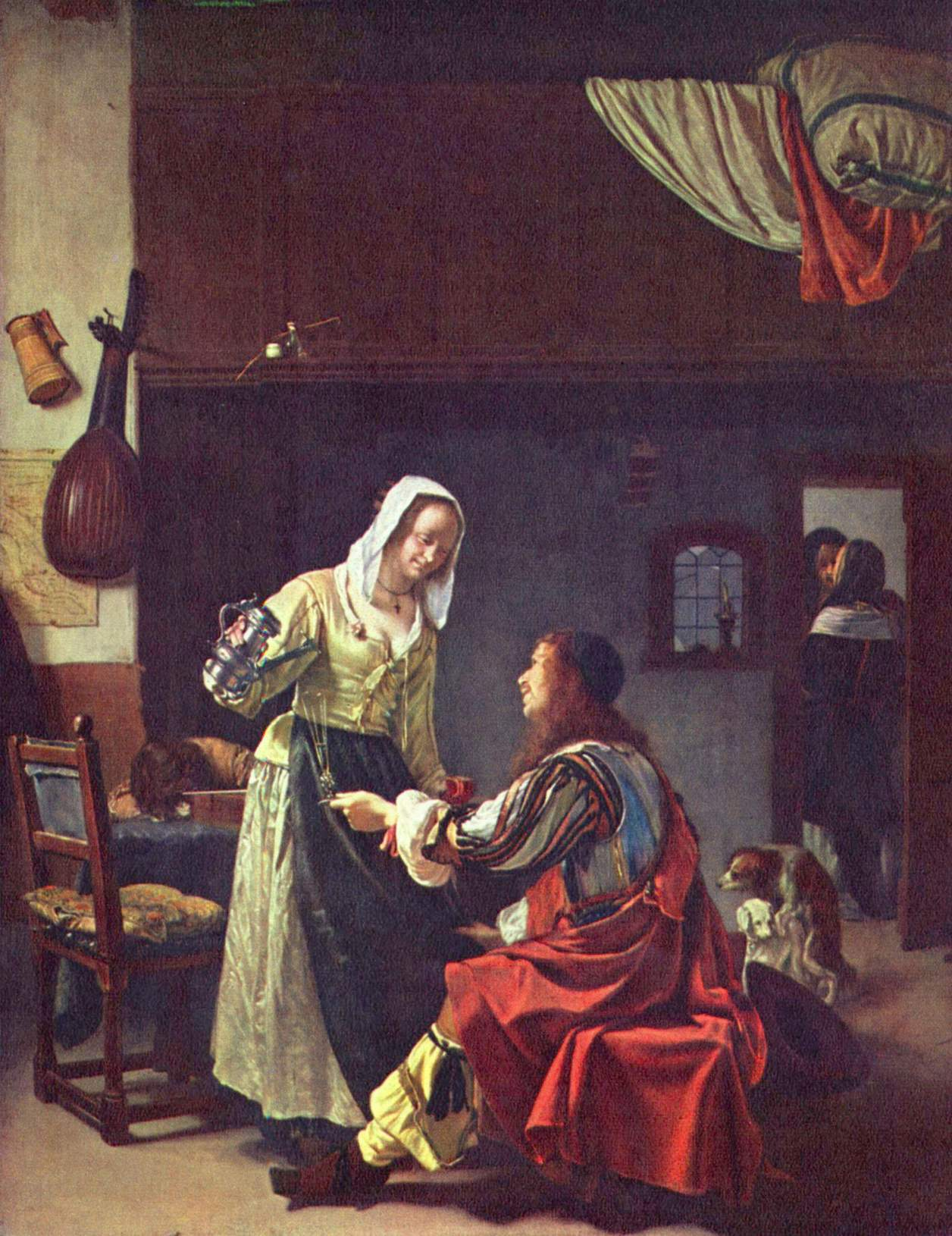
Bordeelscène van Frans van Mieris de Oudere (1659?), Mauritshuis, Den Haag

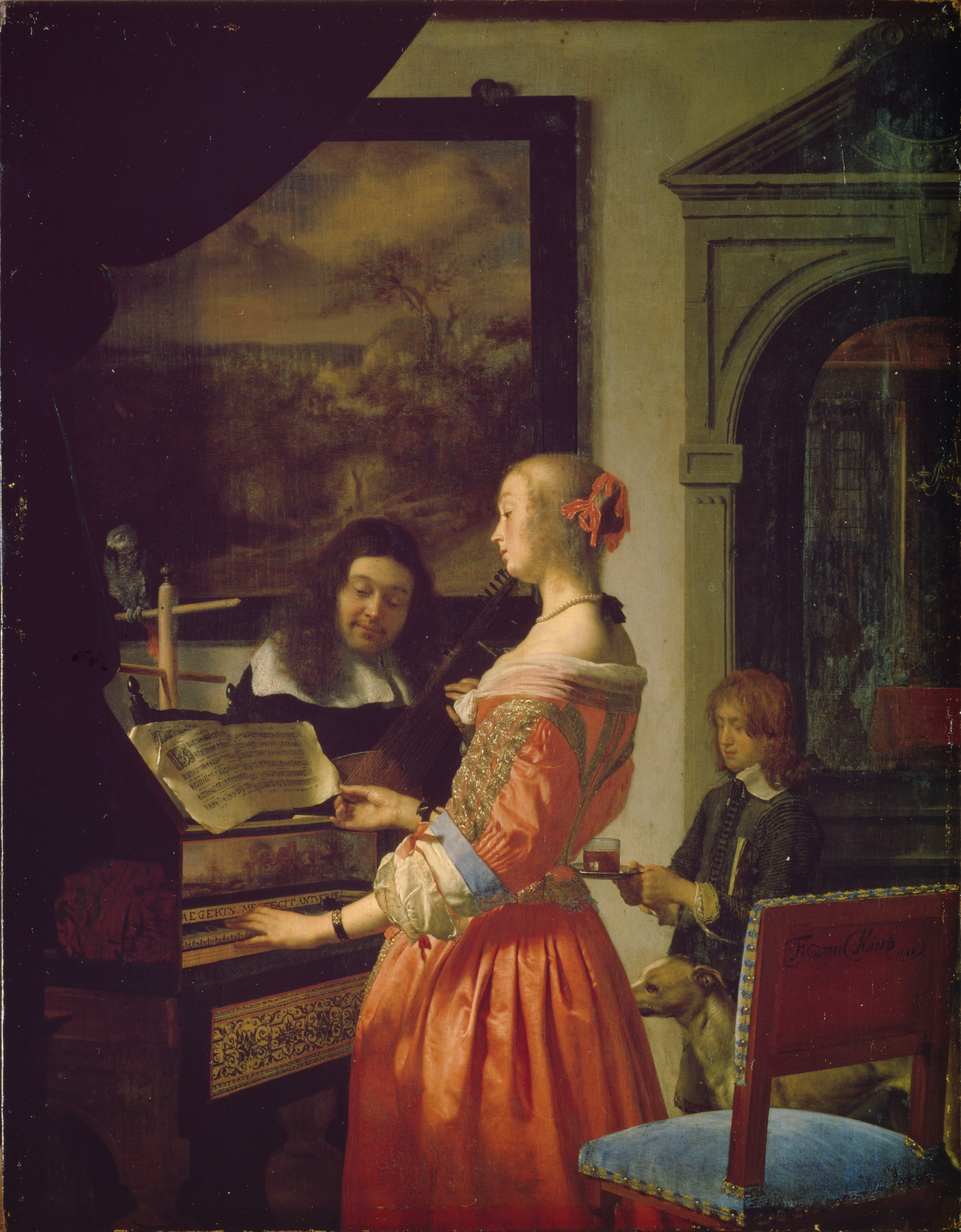
Vrouw aan een klavecimbel (1658), Staatliches Museum Schwerin

Frans van Mieris (I), voluit Frans Jansz. van Mieris, ook Frans van Mieris de Oudere genoemd (Leiden, 16 april 1635 - aldaar, 12 maart 1681), was een Noord-Nederlands kunstschilder.

## Biografie
Van Mieris werd geboren in een familie van goudsmeden en kunstschilders. De belangrijkste leermeester van Van Mieris, naast Jacob en Abraham Toorenvliet, was Gerrit Dou. Van Mieris wordt samen met hem en met onder andere Gabriël Metsu gerekend tot de Nederlandse fijnschilders, die zo nauwkeurig mogelijk de werkelijkheid wilden weergegeven. Zijn techniek is voortreffelijk; zijn kleurengamma warm en diep; in de uitbeelding van stoffen is hij onovertrefbaar. Van Mieris schilderde op klein formaat (30 tot 38 cm).
Van Mieris schilderde zelfportretten, taferelen uit het leven van de hogere klassen maar schetste ook een beeld van dagelijkse gebeurtenissen uit het leven van het volk. Zijn werk werd van begin af aan bijzonder goed betaald en bleef ook na zijn dood nog lange tijd behoren tot de meest begeerde kunst die ooit in Nederland was gemaakt. In 1699 verkocht hij zes schilderijen aan August II van Polen (1670-1733). Veel van zijn vermogen verloor hij echter aan drank en wanbeheer van zijn financiën. Frans van Mieris was goed bevriend met Jan Steen.
Al tijdens zijn leven was Van Mieris bekend buiten Nederland. Tot zijn beschermheren behoorden de Leidse hoogleraar Franciscus de le Boë Sylvius, die ook negen schilderijen van hem bezat, keizer Leopold I van het Heilig Roomse Rijk en Cosimo III de' Medici, die hem in 1668 of 1669 een bezoek bracht. 
Van Mieris huwde in 1657 te Leiden met Cunera van der Cock. Zijn zonen Jan en Willem van Mieris en de zoon van laatstgenoemde, Frans, waren talentvolle schilders, maar zij behaalden nooit het niveau en het succes van hun (groot)vader.
Frans van Mieris werd begraven in de Pieterskerk te Leiden. Adriaen van der Werff was zijn belangrijkste navolger.

## Andere beroemde werken
- Slapende officier - Alte Pinakothek, München
- Jonge vrouw rijgt parels aaneen (1658) - Musée Fabre, Montpellier
- Het doktersbezoek (1667) - J. Paul Getty Museum, Malibu
- Bellenblazende jongen (1663) - Mauritshuis, Den Haag
- De vrouw van Jerobeam (1671) - Museum voor Schone Kunsten , Rijsel

## Bron
- Hecht, Peter (1989), De Hollandse fijnschilders, uitg. Rijksmuseum Amsterdam.

- Biblioteca Nacional de España: XX1539453
- Bibliothèque nationale de France: cb15064672k (data)
- Biografisch Portaal: 45955631
- Digitale Bibliotheek voor de Nederlandse Letteren: mier010
- Gemeinsame Normdatei: 118783823
- International Standard Name Identifier: 0000 0000 8121 2144
- KulturNav: 03f04cdb-7427-4005-ab76-7cf7057dad19
- Library of Congress Control Number: n86864104
- MusicBrainz: 4d04c23a-910c-4d10-a5a2-943cf140a676
- Nationale Bibliotheek van Tsjechië: mzk2009510551
- Nationale Bibliotheek van Israël: 987007509867505171
- Nederlandse Thesaurus van Auteursnamen: 07099210X
- RKD-Nederlands Instituut voor Kunstgeschiedenis: 56019
- SNAC: w6nh2mj8
- Système universitaire de documentation: 094617465
- Union List of Artist Names: 500005591
- Virtual International Authority File: 42129200
- WorldCat: E39PBJkmYHD7XMJy4BRbBFFdwC